# ابراهیم سؤالاتی
ابراهیم بن عبدالرحمان سُؤالاتی (؟ -۱۶۸۴م) شاعر سوری در سدهٔ یازدهم هجری/هفدهم میلادی بود. موشحات و قطعه‌های نازک‌احساس سرود. بنا به دیدگاه زرکلی، بر اغلب شعرهای سؤالاتی، فقه حنفی چیره است.